# Белене (община)
Белене (болг. Община Белене) — община в Болгарии. Входит в состав Плевенской области. Население составляет 11 982 человека (на 21.07.05 г.).
Община Белене расположена в одноимённой низине, в северной части Нижнедунайской равнины. Северной административной границей общины служит государственная граница с Румынией, проходящая по Дунаю; граничит с общинами Болгарии: на западе с общиной Никопол (Плевенская область), на востоке с общиной Свиштов (Великотырновская область) и на юге с общиной Левски (Плевенская область). Площадь — 285,046 км². Административный центр — город Белене, расположенный в 58 км от областного центра — города Плевен.

## Состав общины
В состав общины входят следующие населённые пункты:
1. Белене
2. Бяла-Вода
3. Деков
4. Кулина-Вода
5. Петокладенци
6. Татари

## Политическая ситуация
Кмет (мэр) общины Белене — Петыр Илиев Дулев (Болгарская социалистическая партия (БСП)) по результатам выборов 2007 года.

## Сайт
- Официальный сайт Архивная копия от 5 марта 2016 на Wayback Machine  (болг.)